# Робинсон, Данкан
Данкан Робинсон (англ. Duncan Robinson; род. 22 апреля 1994, Йорк, Мэн) — американский профессиональный баскетболист, ранее выступавший за клуб НБА «Майами Хит».

## Профессиональная карьера

### Майами Хит (2018—2025)
После того, как Робинсон не был выбран на драфте НБА 2018 года он присоединился к «Майами Хит» для участия в Летней лиге. После 5 игр в Летней лиге, в которых он в среднем набирал 12,4 очков с процентом попаданий с игры 58% (22 из 38) и 63% реализации трёхочковых (17 из 27), Робинсон 10 июля 2018 года подписал двухсторонний контракт с «Хит» и их фарм-клубом в Джи-Лиге «Су-Фолс Скайфорс». Робинсон дебютировал в НБА 24 октября 2018 года в матче против «Нью-Йорк Никс», в котором за 10 минут реализовал один трёхочковый и сделал 4 подбора. Когда Робинсон дебютировал в НБА он стал первым со времён Девина Джорджа игроком в лиге, который играл в третьем дивизионе NCAA. 25 февраля 2019 года Робинсон впервые вышел в стартовом составе, набрав 5 очков, в матче против «Финикс Санз».
В межсезонье 2019 года контракт Робинсона стал гарантированным на 1 миллион долларов с возможностью увеличения до 1,4 миллиона долларов, если он останется в составе до середины сезона. 27 октября 2019 года, когда Джимми Батлер пропускал игру, Робинсон набрал рекордные для себя на тот момент 21 очко в матче против «Миннесоты Тимбервулвз». 3 ноября 2019 года Робинсон набрал уже 23 очка, реализовав 7 из 11 трёхочковых в матче против «Хьюстон Рокетс». 20 ноября 2019 года Робинсон обновил личный рекорд, набрав 29 очков в матче против клуба «Кливленд Кавальерс», также в той игре Робинсон обновил клубный рекорд по реализованным трёхочковым за четверть — 7 и за половину — 8. 10 декабря 2019 года Робинсон ещё раз обновил личный рекорд по набранным очкам, записав в свой актив 34 очков и реализовав 10 трёхочковых за матч, тем самым повторив рекорд франшизы «Хит». После его выступления The Wall Street Journal 13 декабря 2019 года назвала Робинсона «самым невероятным игроком в НБА» и «одним из лучших снайперов на планете». Робинстон принял участие в конкурсе трёхочковых бросков НБА во время звёздного уик-энда 2020 года. В регулярном сезоне 2019/2020 Робинсон забил 270 трёхочковых в регулярном сезоне. Он обновил несколько достижений: рекорд «Майами Хит» по количеству трёхочковых за сезон (ранее принадлежал Уэйну Эллингтону — 227), рекорд по количеству трёхочковых за сезон для не задрафтованного игрока (Дэймон Джонс — 225), рекорд среди игроков, выступающих второй год в лиге, (Кайл Корвер — 226). Робинсон дебютировал в плей-офф 18 августа 2018 года, набрав 6 очков против клуба «Индиана Пэйсерс». 20 августа 2020 года Робинсон повторил клубный рекорд по количеству забитых трёхочковых за игру в плей-офф (7 — Майк Миллер — 2012). Робинсон помог «Хит» дойти до финала НБА 2020 года, где они проиграли в 6 матчах против «Лос-Анджелес Лейкерс».
29 июня 2025 года Робинсон отказался от опции продления контракта на сезон-2025/26 за 20 миллионов долларов и станет свободным агентом.

## Статистика

### Статистика в НБА
| Сезон                                                                                    | Команда | Регулярный сезон | Регулярный сезон | Регулярный сезон | Регулярный сезон | Регулярный сезон | Регулярный сезон | Регулярный сезон | Регулярный сезон | Регулярный сезон | Регулярный сезон | Регулярный сезон | Серия плей-офф | Серия плей-офф | Серия плей-офф | Серия плей-офф | Серия плей-офф | Серия плей-офф | Серия плей-офф | Серия плей-офф | Серия плей-офф | Серия плей-офф | Серия плей-офф |
| Сезон                                                                                    | Команда | GP               | GS               | MPG              | FG%              | 3P%              | FT%              | RPG              | APG              | SPG              | BPG              | PPG              | GP             | GS             | MPG            | FG%            | 3P%            | FT%            | RPG            | APG            | SPG            | BPG            | PPG            |
| ---------------------------------------------------------------------------------------- | ------- | ---------------- | ---------------- | ---------------- | ---------------- | ---------------- | ---------------- | ---------------- | ---------------- | ---------------- | ---------------- | ---------------- | -------------- | -------------- | -------------- | -------------- | -------------- | -------------- | -------------- | -------------- | -------------- | -------------- | -------------- |
| 2018/19                                                                                  | Майами  | 15               | 1                | 10,7             | 39,1             | 28,6             | 66,7             | 1,3              | 0,3              | 0,3              | 0,0              | 3,3              | Не участвовал  | Не участвовал  | Не участвовал  | Не участвовал  | Не участвовал  | Не участвовал  | Не участвовал  | Не участвовал  | Не участвовал  | Не участвовал  | Не участвовал  |
| 2019/20                                                                                  | Майами  | 73               | 68               | 29,7             | 47,0             | 44,6             | 93,1             | 3,2              | 1,4              | 0,5              | 0,3              | 13,5             | 21             | 21             | 28,6           | 42,6           | 39,7           | 86,8           | 2,8            | 1,8            | 0,7            | 0,3            | 11,7           |
| 2020/21                                                                                  | Майами  | 72               | 72               | 31,4             | 43,9             | 40,8             | 82,7             | 3,5              | 1,8              | 0,6              | 0,3              | 13,1             | 4              | 4              | 24,9           | 37,9           | 37,0           | 90,0           | 2,8            | 0,8            | 0,8            | 0,0            | 10,3           |
| 2021/22                                                                                  | Майами  | 79               | 68               | 25,9             | 39,9             | 37,2             | 83,6             | 2,6              | 1,6              | 0,5              | 0,2              | 10,9             | 13             | 0              | 12,3           | 43,9           | 38,3           | 83,3           | 1,8            | 0,4            | 0,3            | 0,1            | 5,6            |
| 2022/23                                                                                  | Майами  | 42               | 1                | 16,5             | 37,1             | 32,8             | 90,6             | 1,6              | 1,1              | 0,3              | 0,0              | 6,4              | 23             | 1              | 18,2           | 47,5           | 44,2           | 87,5           | 1,5            | 1,7            | 0,3            | 0,1            | 9,0            |
| 2023/24                                                                                  | Майами  | 68               | 36               | 28,0             | 45,0             | 39,5             | 88,9             | 2,5              | 2,8              | 0,7              | 0,2              | 12,9             | 5              | 0              | 11,9           | 31,3           | 23,1           | -              | 1,0            | 1,2            | 0,4            | 0,0            | 2,6            |
|                                                                                          | Всего   | 349              | 246              | 26,4             | 43,3             | 39,8             | 87,2             | 2,7              | 1,7              | 0,5              | 0,2              | 11,4             | 66             | 26             | 20,2           | 43,8           | 40,2           | 87,1           | 2,0            | 1,4            | 0,5            | 0,2            | 8,8            |
| Наведите курсор мыши на аббревиатуры в заголовке таблицы, чтобы прочесть их расшифровку. |         |                  |                  |                  |                  |                  |                  |                  |                  |                  |                  |                  |                |                |                |                |                |                |                |                |                |                |                |

### Статистика в Джи-Лиге
| Сезон                                                                                    | Команда          | Регулярный сезон | Регулярный сезон | Регулярный сезон | Регулярный сезон | Регулярный сезон | Регулярный сезон | Регулярный сезон | Регулярный сезон | Регулярный сезон | Регулярный сезон | Регулярный сезон | Серия плей-офф | Серия плей-офф | Серия плей-офф | Серия плей-офф | Серия плей-офф | Серия плей-офф | Серия плей-офф | Серия плей-офф | Серия плей-офф | Серия плей-офф | Серия плей-офф |
| Сезон                                                                                    | Команда          | GP               | GS               | MPG              | FG%              | 3P%              | FT%              | RPG              | APG              | SPG              | BPG              | PPG              | GP             | GS             | MPG            | FG%            | 3P%            | FT%            | RPG            | APG            | SPG            | BPG            | PPG            |
| ---------------------------------------------------------------------------------------- | ---------------- | ---------------- | ---------------- | ---------------- | ---------------- | ---------------- | ---------------- | ---------------- | ---------------- | ---------------- | ---------------- | ---------------- | -------------- | -------------- | -------------- | -------------- | -------------- | -------------- | -------------- | -------------- | -------------- | -------------- | -------------- |
| 2018/19                                                                                  | Су-Фолс Скайфорс | 33               | 33               | 36,9             | 51,4             | 48,3             | 80,3             | 4,3              | 3,0              | 1,0              | 0,2              | 21,4             | Не участвовал  | Не участвовал  | Не участвовал  | Не участвовал  | Не участвовал  | Не участвовал  | Не участвовал  | Не участвовал  | Не участвовал  | Не участвовал  | Не участвовал  |
|                                                                                          | Всего            | 33               | 33               | 36,9             | 51,4             | 48,3             | 80,3             | 4,3              | 3,0              | 1,0              | 0,2              | 21,4             | Не участвовал  | Не участвовал  | Не участвовал  | Не участвовал  | Не участвовал  | Не участвовал  | Не участвовал  | Не участвовал  | Не участвовал  | Не участвовал  | Не участвовал  |
| Наведите курсор мыши на аббревиатуры в заголовке таблицы, чтобы прочесть их расшифровку. |                  |                  |                  |                  |                  |                  |                  |                  |                  |                  |                  |                  |                |                |                |                |                |                |                |                |                |                |                |

### Статистика в NCAA
| Сезон | Команда | Conf    | Class | GP  | GS | MPG  | FG%  | 3P%  | FT%  | RPG | APG | SPG | BPG | PPG  |
| --- | ------- | ------- | ----- | --- | -- | ---- | ---- | ---- | ---- | --- | --- | --- | --- | ---- |
| 2015/16 | Мичиган | Big Ten | SO    | 36  | 27 | 28,9 | 45,7 | 45,0 | 88,6 | 3,5 | 1,8 | 0,6 | 0,2 | 11,2 |
| 2016/17 | Мичиган | Big Ten | JR    | 38  | 3  | 20,1 | 47,0 | 42,4 | 78,1 | 1,7 | 0,9 | 0,4 | 0,2 | 7,7  |
| 2017/18 | Мичиган | Big Ten | SR    | 41  | 19 | 25,8 | 44,0 | 38,4 | 89,1 | 2,4 | 1,1 | 0,7 | 0,4 | 9,2  |
| Всего | Всего   | Всего   | Всего | 115 | 49 | 24,9 | 45,5 | 41,9 | 86,4 | 2,5 | 1,2 | 0,6 | 0,3 | 9,3  |
| Наведите курсор мыши на аббревиатуры в заголовке таблицы, чтобы прочесть их расшифровку Статистика приведена с сайта sports-reference.com |         |         |       |     |    |      |      |      |      |     |     |     |     |      |